# NGC 111
NGC 111 في الفهرس العام الجديد، هو جرم فلكي غير معروف، يقع في كوكبة قيطس.

## روابط خارجية
- NGC 111 على موقع ويكي سكاي: DSS2, SDSS, GALEX, IRAS, Hydrogen α, X-Ray, Astrophoto, Sky Map, Articles and images